# Акбузат (гандбольный клуб)
«Акбузат» — российский гандбольный клуб из Уфы. Участник чемпионата России по гандболу среди мужчин (Суперлига).

## Названия
- УНИ (1960—1993)
- УГНТУ (1993—2001)
- УГНТУ-ВНЗМ (2001—2019)
- Акбузат (2019—н. в.)[1]

## История клуба
В 1991 года команда УНИ, под руководством А. А. Красулина, начала играть в первой лиге Чемпионата России. В сезоне 1997 года команда заняла третье место и получила право перейти в высшую лигу чемпионата. В первый же год выступая в высшей лиге команда заняла 6 место.
В 2001 году опеку над клубом и командой взяла на себя акционерная компания «Востокнефтезаводмонтаж», было принято решение о создании гандбольного клуба «УГНТУ-ВНЗМ».
В 2003-2005 году главным тренером команды работает заслуженный тренер России из г. Волгограда Николай Измайлов. Под его руководством в эти годы большого успеха добивается команда старших юношей клуба: дважды в 2003 и 2005 году она становится победителями юношеского Первенства России, а в 2004 году становится серебряными призерами. Игроки той команды — Евгений Шелестюков, Виктор Киреев, Александр Аброскин, Юрий Неганов — продолжили спортивную карьеру в ведущих клубах страны, а Павел Атьман и сегодня является одним из лидеров сборной команды России.
В 2006 году команда, под руководством Олега Сапункова, заняла 3 место в высшей лиге.
Летом 2022 года мужской клуб «Акбузат» и женский клуб «Уфа-Алиса» объединились в единый спортивный гандбольный клуб «Башкортостан».